# پوکویوو
پوکویوو (به چکی: Pokojov) یک منطقهٔ مسکونی در جمهوری چک است که در ناحیه ژدار ناد سازاووو واقع شده‌است. پوکویوو ۳٫۱۸ کیلومتر مربع مساحت و ۱۶۱ نفر جمعیت دارد و ۵۶۵ متر بالاتر از سطح دریا واقع شده‌است.